# Velká Loptjuga
Velká Loptjuga (rusky Большая Лоптюга [Bolšaja Loptjuga]) je řeka v Komiské republice v evropské části Ruska. Je dlouhá 160 km. Plocha povodí měří 2030 km².

## Průběh toku
Protéká mezi lesy v bažinaté rovině. Ústí zleva do Mezeně.

### Přítoky
- zleva - Jod

## Vodní režim
Zdrojem vody jsou převážně sněhové srážky. Nejvyšších vodních stavů dosahuje v květnu.